# Titanoides
Genre
Titanoides est un genre fossile de mammifères pantodontes de la famille des Titanoideidae.

## Classification
Le genre Titanoides est décrit en 1917 par le paléontologiste américain James W. Gidley (d),.

### Fossiles
Selon Paleobiology Database en 2023, le nombre de collections du genre Titanoides est de quarante, toutes du Paléocène, avec cinq collections du Canada (Alberta et Saskatchewan) et trente-cinq des États-Unis (Colorado, Montana, Dakota du Nord, Texas et Wyoming).

## Liste d'espèces
Selon Paleobiology Database en 2023, le nombre d'espèces est de cinq :
- Titanoides gidleyi Jepsen, 1930
- Titanoides looki Patterson, 1939
- Titanoides major Simons, 1960
- Titanoides nanus Gingerich. 1996
- Titanoides primaevus Gidley, 1917 - espèce type

## Description
Titanoides vivait dans le Dakota du Nord et aussi loin au nord que le centre de l'Alberta.
Ils mesuraient jusqu'à 3 m de long et pesaient jusqu'à 150 kg ce qui en faisaient les plus grands mammifères de leur habitat, un marécage tropical où les principaux prédateurs étaient les crocodiles. Ils ressemblaient à des ours avec d'énormes canines, des membres courts et cinq doigts griffus ; cependant, ils étaient herbivores et avaient probablement des traits et des attributs plus similaires à ceux des diprotodontidés,.

### Publication originale
- [1917] (en) James W. Gidley (d), « Notice of new Paleocene mammal, a possible relative of the Titanotheres », Proceedings of the United States National Museum, vol. 52, no 2187,‎ 1917, p. 431-435.